# Henri Tincq
Henri Tincq (ur. 2 listopada 1945 w Fouquières-lès-Lens, zm. 29 marca 2020 w Villeneuve-Saint-Georges) – francuski dziennikarz, publicysta i watykanista. W latach 1985–2008 był publicystą działu religijnego w dzienniku „Le Monde”. Wcześniej publikował w gazecie „La Croix”. Ostatnio przed śmiercią publikował w magazynie „Slate”. 
Był autorem książek o tematyce religijnej. W 2002 roku nominowany do Nagrody Templetona. Był redaktorem naczelnym Larousse des religions (Encyklopedii religii Larousse). W 2007 roku odznaczony został Legią Honorową. 
Henri Tincq zmarł 29 marca 2020 roku w szpitalu Villeneuve-Saint-Georges w wyniku Covid-19.

## Wybrane publikacje
- Jean-Marie Lustiger ; le cardinal prophète, 2012
- Catholicisme ; le retour des intégristes,  2009
- Les Catholiques, 2008
- Ces papes qui ont fait l’histoire, 2006
- Larousse des religions, 2005
- Vivre l’islam, 2003
- Une France sans dieu, 2003
- Les Génies du christianisme  - Histoires de prophètes de pécheurs et de saints, 1999
- Les Médias et l’Église,  1997
- Défis au pape du troisième millénaire ; le pontificat de Jean-Paul II, les dossiers du successeur , 1997
- L’Étoile et la croix, 1993
- L’Église pour la démocratie, 1991